# Franz Martin Kuen
Franz Martin Kuen (* 8. November 1719 in Weißenhorn; † 30. Januar 1771 in Linz) war ein deutscher Maler des Rokoko.

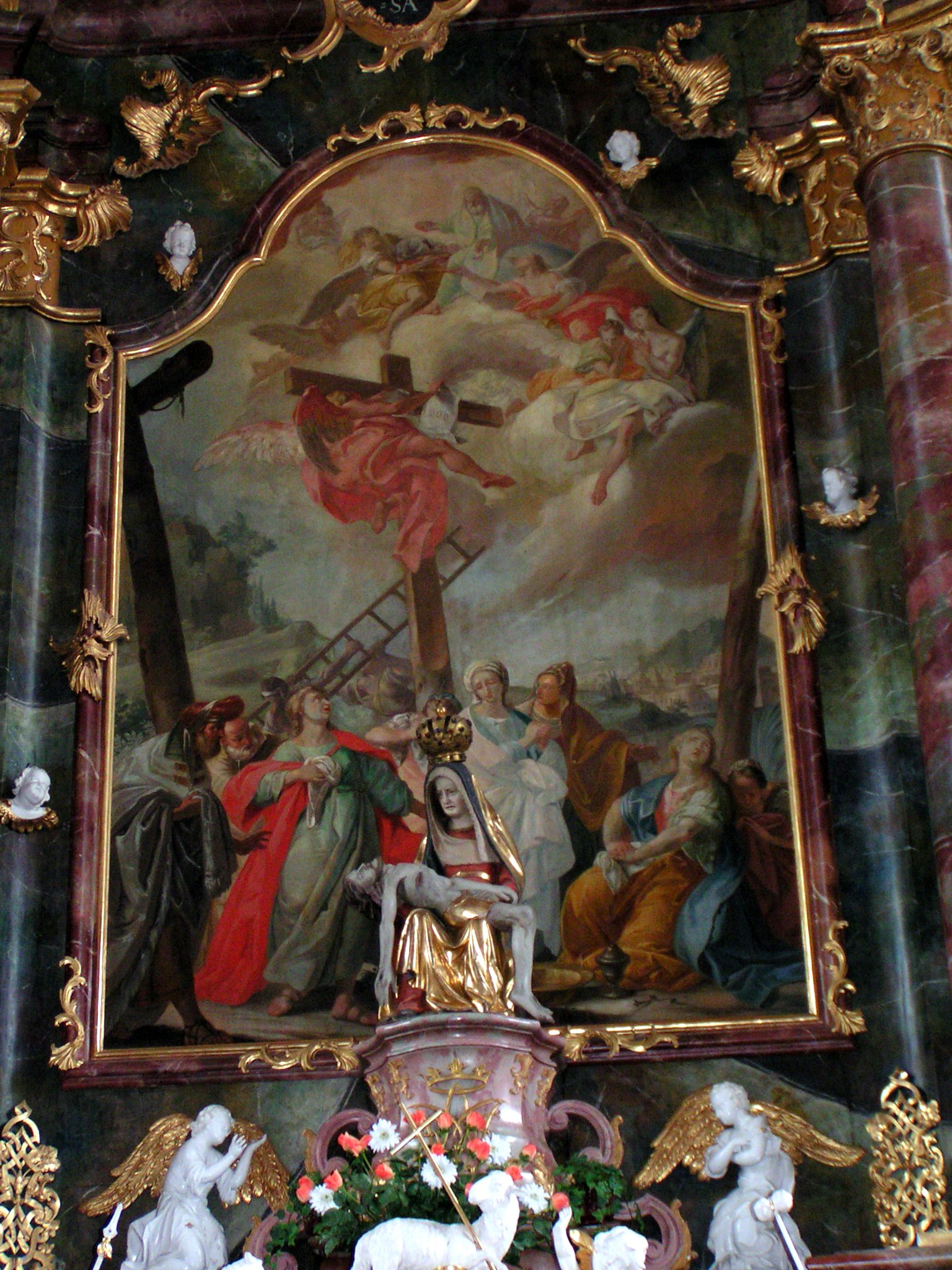
Kreuzabnahme (Hochaltar der Wallfahrtskirche Steinhausen), 1750

## Leben
Kuen wurde im heutigen Haus Hauptstraße 22 in Weißenhorn geboren. Der Vater Johann Jakob Kuen hatte hier eine Malerwerkstatt gegründet, in der sein vierter Sohn das Handwerk lernte. Die weitere Ausbildung erhielt der Maler bei Johann Georg Bergmüller in Augsburg, mit dem er zusammen auch die Fresken der Kirche Maria Himmelfahrt in Dießen am Ammersee ausführte. Josef
Strasser zufolge lernte Franz Martin Kuen in Augsburg bei dem Bergmüllerschüler Johann Georg Wolcker in Augsburg. So rezipierte er indirekt Bergmüllers Werk.
Von 1745 bis 1747 hielt sich Kuen in Italien auf, wo er sich vom Malstil Giovanni Battista Tiepolos beeinflussen ließ. Nach der Rückkehr richtete er 1748 eine eigene Werkstatt in Weißenhorn ein. Die Haupttätigkeit des Malers konzentrierte sich auf die nähere mittelschwäbische Umgebung. Zu den erhaltenen Hauptwerken Kuens gehören das Deckenfresko im Bibliothekssaal von Kloster Wiblingen, die Fresken in der Klosterkirche Roggenburg und die 23 Fresken in der Pfarrkirche St. Martinus in Erbach (Donau).
Die Maler Johann Baptist Enderle und Konrad Huber waren Schüler Kuens. Huber heiratete Kuens Witwe und führte seine Werkstatt fort.
Der Wengen-Propst Michael Kuen war sein Bruder. In dieses Kloster hatte den Künstler bereits um 1743 sein Onkel, Propst Johann Braunmüller, berufen. Kuen war vielbeschäftigt, ein guter Geschäftsmann und selbstbewusst: an der Decke der Kapelle des Vöhlinschlosses in Illertissen hat er sich gemeinsam mit Baron Joseph von Vöhlin abgebildet, in Wiblingen schaut er auf einem seiner Gemälde Alexander dem Großen über die Schultern.
Mit seiner Ehefrau, der Kaufmannstochter Maria Anna Würth, hatte Kuen 14 Kinder, von denen ihn allerdings nur vier überlebten. Auf einer Reise nach Prag, wo er wohl Akademiedirektor werden sollte, starb er am 30. Januar 1771 im 52. Lebensjahr in Linz an Typhus.
In seinem 300. Geburtsjahr werden 2019 zwei Ausstellungen durchgeführt:
- 13. April bis 30. Juni, Heimatmuseum Weißenhorn, „Franz Martin Kuen – Bürger und Künstler in Weißenhorn“
- 18. Juli bis 1. Dezember, Bildungszentrum Roggenburg (in Zusammenarbeit mit dem Weißenhorner Heimatmuseum), „Franz Martin Kuen (1719-1771) – Schwäbische Frömmigkeit in venezianischem Glanz“.

Beide Ausstellungen werden von Konzerten, Exkursionen, Führungen, Vorträgen und Kinderaktionen begleitet.

## Werke

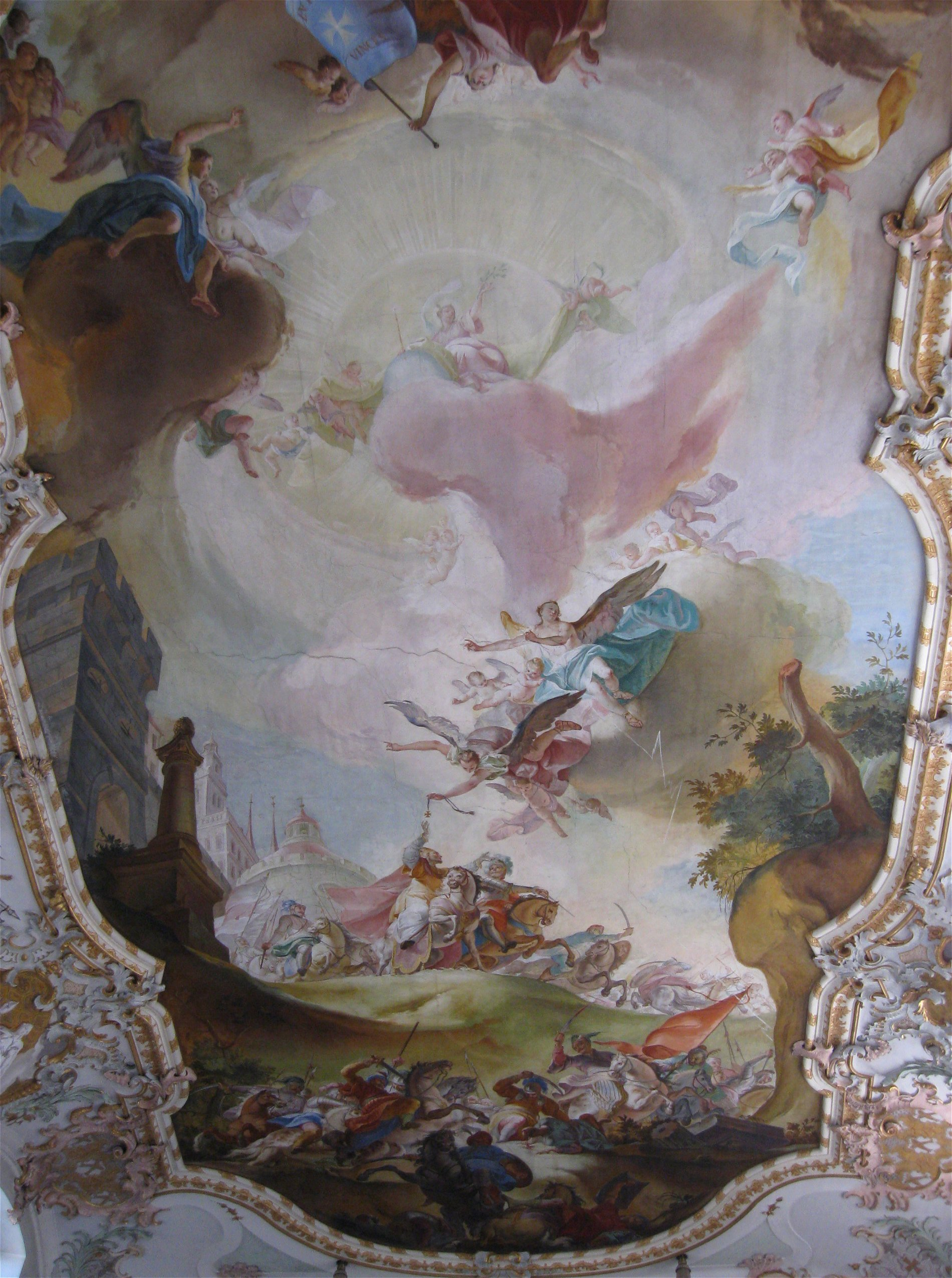
Fresko „Die Schlacht auf dem Lechfeld“ in der Pfarrkirche St. Ulrich, Eresing, 1757

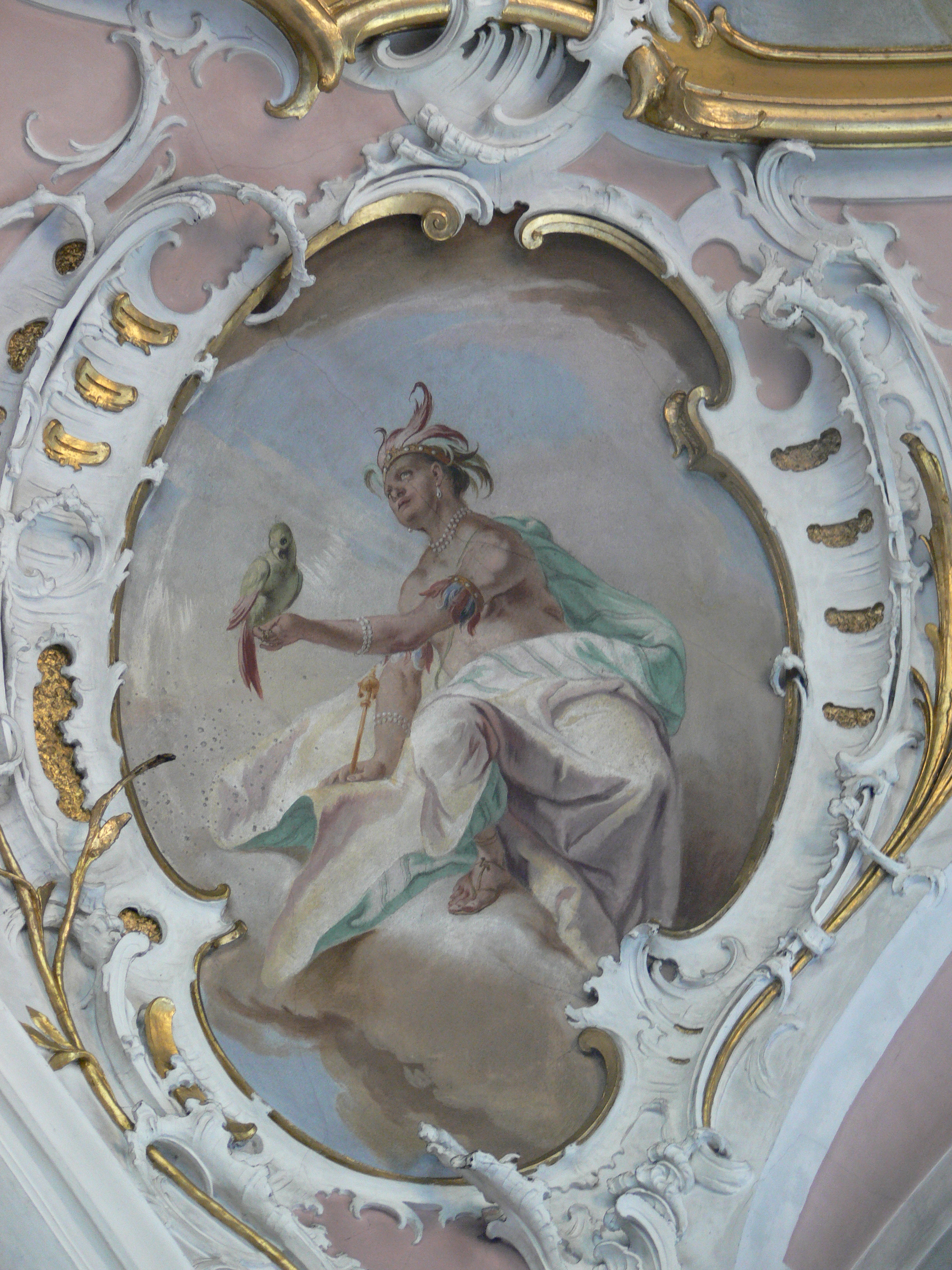
Deckenfresko im Chor der Pfarrkirche St. Johannes Baptist in Baindt, „Amerika“ aus dem Zyklus Die vier Erdteile, 1764

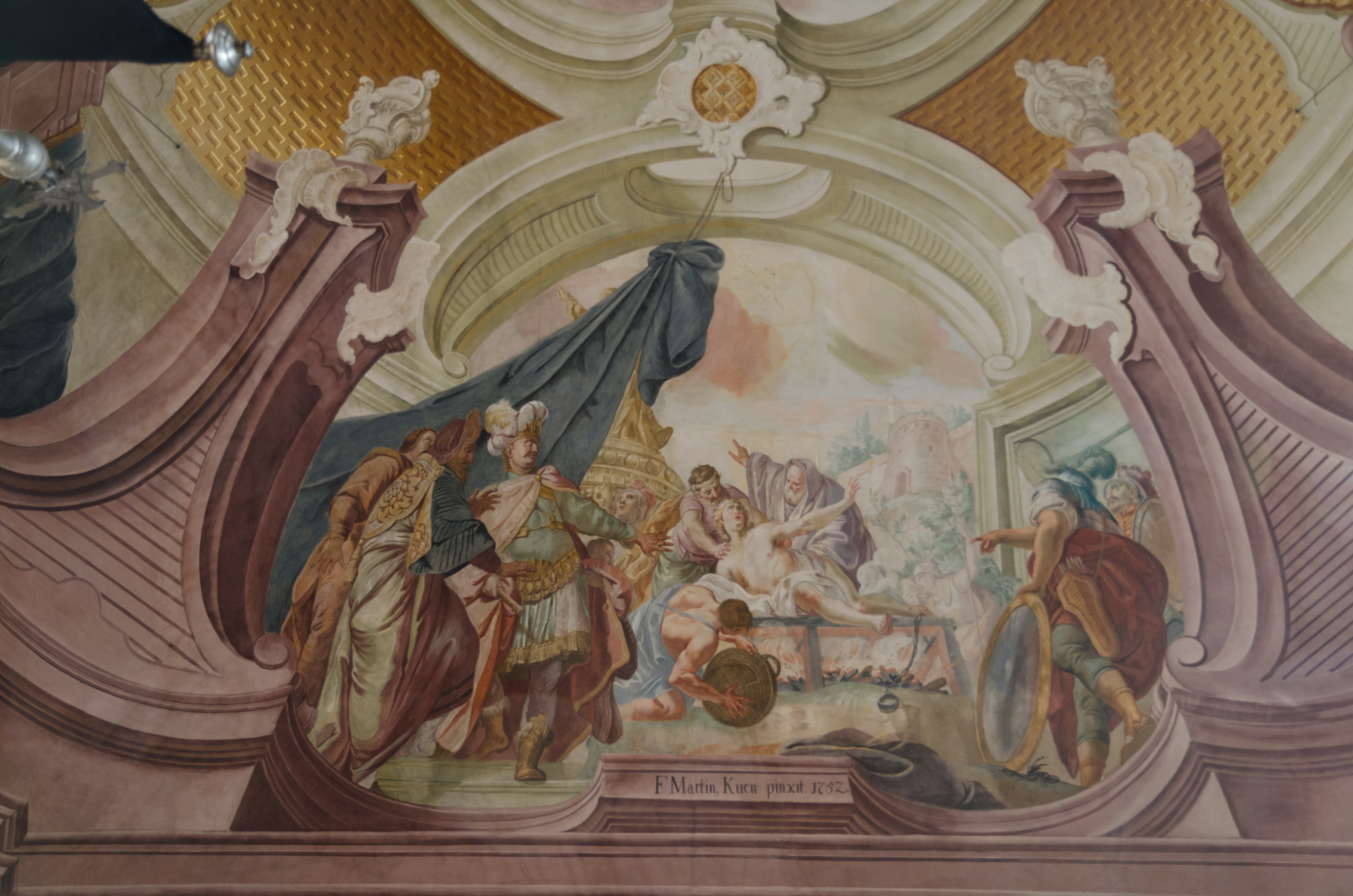
Fresko „Martyrium des hl. Laurentius“ in der Kirche von Attenhofen, 1752

Kuen malte in knapp 28 Jahren, denen die Studienaufenthalte noch abzurechnen sind, mehr als vier Dutzend Kirchensäle aus. Eine Auswahl seiner Werke:
- Fresken in der Stiftskirche St. Michael zu den Wengen, Ulm, 1743 und 1766 (im Zweiten Weltkrieg zerstört)
- Deckenfresko Divina Sapientia im Bibliothekssaal des Klosters Wiblingen, 1744
- Fresken in der Pfarrkirche Hl. Kreuz, Ursberg-Mindelzell, 1750
- Hochaltarblatt Kreuzabnahme, Wallfahrtskirche St. Peter und Paul, Bad Schussenried-Steinhausen, 1750
- Fresken in der Schlosskapelle im Vöhlinschloss, Illertissen, 1751
- Fresken in der Wallfahrtskirche Zur Schmerzhaften Muttergottes, Unterroth-Matzenhofen, 1751
- Fresken in der Pfarrkirche St. Laurentius, Weißenhorn-Attenhofen, 1752
- Fresken in der Pfarrkirche St. Michael, Krumbach, 1752
- Fresken in der Pfarrkirche St. Michael, Fischach, 1753
- Fresken in der Pfarrkirche St. Andreas, Egling-Heinrichshofen, 1753
- Fresken in der Pfarrkirche St. Martin, Scheuring, 1753
- Fresken in der Pfarrkirche St. Nikolaus, Kutzenhausen, 1754
- Fresken in der Wallfahrtskirche Maria Kappel, Schmiechen, Augsburg, 1754–1755
- Fresken und Altarblätter in der Klosterkirche Roggenburg, Roggenburg, 1754–1756
- Fresken in der Pfarrkirche Mariä Himmelfahrt, Seekirch am Federsee, 1756
- Fresken in der Pfarrkirche St. Ulrich, Eresing, 1757
- Fresken in der Pfarrkirche St. Blasius, Wiesenbach, 1757
- Fresko Göttermahl im Neuen Schloss, Tettnang, 1758
- Fresken in der Pfarrkirche St. Otmar und Juliana, Krumbach-Attenhausen, 1759
- Fresken in der Pfarrkirche St. Jakobus major, Ritzisried, 1759
- Fresken in der Filialkirche St. Dominikus, Pfaffenhofen-Niederhausen, 1760
- Fresken in der Pfarrkirche St. Johannes Baptist (ehem. Klosterkirche), Baindt, um 1763
- Deckenfresko in der Pfarrkirche St. Nikolaus, Unlingen-Göffingen, 1763
- Fresko Speisung der Fünftausend im Refektorium des Klosters Roggenburg, Roggenburg, 1766
- Deckenfresko in der Kapelle St. Urban (Moorwiesenkapelle), Breitenthal, 1767
- Votivbild des Roggenburger Konvents, Roggenburg, 1768
- Fresken in der Pfarrkirche St. Martinus, Erbach, 1768
- Emporen-, Evangelisten- und Apostelbildfelder in der Pfarrkirche St. Martin, Niederstotzingen-Oberstotzingen, 1769
- Fresken und Altarblätter in der Pfarrkirche Mariä Himmelfahrt, Scheppach, um 1769/1770
- Fresko Hl. Dismas am Kreuz im Pfarrhof, Roggenburg, um 1770
- Fresken in der Pfarrkirche St. Stephan, Buch-Rennertshofen
- Fresken in Schloss Donaurieden (1820 zerstört)
- Tafelbilder und Zeichnungen, u. a. im Heimatmuseum Weißenhorn